# Анна Каренина (балет Щедрина)
Анна Каренина — балет в трёх актах Родиона Щедрина. Либретто Бориса Львова-Анохина по роману Льва Толстого «Анна Каренина».

## История создания
Идея создания этого балета появилась у Майи Плисецкой ещё в 1967 году, когда она снималась в художественном фильме «Анна Каренина». Музыку к фильму написал Родион Щедрин. Балерина вспоминала:

«На съёмках драматического фильм „Анна Каренина“, в котором я выступила в роли княгини Бетси Тверской, мысль о хореографическом воплощении толстовского романа стала ясно витать в воздухе… Музыка, которую Щедрин написал к фильму, была театральна и пластична. Её можно было танцевать… Почти все съёмки фильма шёл мой внутренний диспут с режиссёром фильма. В довершение и Щедрин в пух и прах разругался с Зархи: тот безбожно искромсал музыку.

— Будем делать балет. Совершенно по-своему…»— Майя Плисецкая
Изначально балерина не планировала ставить балет сама. Первым хореографом, к которому она обратилась был Игорь Бельский. Следующими кандидатами стали Наталья Касаткина и Владимир Василёв, их интерпретация показалась Плисецкой слишком радикальной и она решила ставить балет сама. Она обратилась за советом к Валентину Плучеку, который порекомендовал привлечь в качестве либреттиста Бориса Львова-Анохина, в качестве художника — Валерия Левенталя. Ему же принадлежала идея разграничить постановочный процесс — самой Плисецкой сосредоточиться на линиях Анны, Вронского и Каренина, а массовые сцены отдать помощникам. Ими стали танцовщики Большого театра Наталья Рыженко и Виктор Смирнов-Голованов, уже ярко заявившие о себе как постановщики нескольких телевизионных фильмов-балетов.
В качестве одного из лейтмотивов главной героини была использована тема из 3-й части Второго струнного квартета П. И. Чайковского.
Осенью 1971 года в Бетховенском зале Большого театра Родион Щедрин играл для художественного совета музыку будущего балета, а Плисецкая и Львов-Анохин объясняли замысел постановки:

Задача воплощения образов Л. Н. Толстого на балетной сцене необычайно трудна. Как сочетать неизбежную условность хореографического театра с поразительным реализмом толстовской прозы?

Тем не менее мы знаем гениальный эксперимент, который совершил Сергей Прокофьев, создав замечательную оперу «Война и мир», а ведь опера не менее условна, чем балет.

Внимательно перечитывая «Анну Каренину», можно обнаружить, что могучий реализм Толстого становится «реализмом отточенным до символа» (выражение Вл. И. Немировича-Данченко), а это уже область, доступная поэтике хореографического искусства.
— Борис Львов-Анохин
После первого оркестрового прогона на котором присутствовали чиновники из Министерства культуры СССР, по неофициальному распоряжению министра культуры Е. А. Фурцевой репетиции балета были приостановлены — фактически спектакль был закрыт. Но Плисецкая и Щедрин обратились за поддержкой к Секретарю ЦК КПСС П. Н. Демичеву и по его распоряжению работа над спектаклем была возобновлена.

## Музыкальные номера
1 Пролог
Первый акт
2 Станция Николаевской железной дороги
3 Бал, котильон
4 Мазурка. Соло Анны
5 Танец Анны с четырьмя кавалерами
6 Бологое. Метель
7 Петербург. Салон Тверской
8 Раздумья Каренина
9 Каренин и Анна
10 Сон Вронского
11 Анна и Вронский
Второй акт
12 Скачки
13 Старт наездников. Падение Вронского с лошади
14 Двойная жизнь Анны
15 Болезнь и сон
16 Бегство в Италию
Третий акт
17 Вступление. Дуэт Анны и Вронского в Италии
18 Во дворце
19 Встреча с сыном и монолог Анны
20 В опере
21 Последняя встреча с Вронским
22 Финал. Гибель Анны

## Сценическая жизнь

### Премьера в Большом театре
Премьера прошла 10 июня 1972 года в Большом театре
Художник-постановщик Валерий Левенталь, дирижёр-постановщик Юрий Симонов
Действующие лица
- Анна — Майя Плисецкая, (затем Марина Кондратьева)
- Вронский — Марис Лиепа, (затем Александр Годунов, Борис Ефимов)
- Каренин — Николай Фадеечев, (затем Владимир Тихонов, Виктор Барыкин)
- Станционный мужик — Юрий Владимиров, (затем Валерий Лагунов, Вячеслав Елагин)
- Кити — Нина Сорокина, (затем Наталья Седых)
- Бетси — Алла Богуславская, (затем Марианна Седова)
- Тверской — Владимир Левашёв
- Серёжа — Осип Тунинский
- Тушкевич — Сергей Радченко
- Корсунский — Андрей Петров
- Махотин — Виталий Владыкин
- Княжна Сорокина — Анна Фёдорова
- Кавалеры на балу — Леонид Козлов, Юлий Медведев, Андрей Силантьев
- Офицеры на скачках — Виталий Владыкин, Владимир Никитин, Николай Фёдоров
- В эпизодах — Татьяна Домашевская, Валерия Кохановская, Надежда Крылова, Елена Матвеева
- В сцене «Итальянская опера» участвуют солисты оперы — Галина Олейниченко и Антон Григорьев

Спектакль прошёл 103 раза, последнее представление состоялось 29 июля 1985 года. Экранизирован в кино в 1974 году.

### Постановки в других городах России
Оригинальную постановку 1972 года Наталья Рыженко и Виктор Смирнов-Голованов неоднократно переносили в различные театры:
- 1973 — Новосибирский театр оперы и балета
- 1974 — Ташкентский театр оперы и балета
- 1975 — Вильнюсский театр оперы и балета
- 1976 — Одесский театр оперы и балета
- 1978 — Свердловский театр оперы и балета

## Другие постановки
- 1972 — Национальный театр в Белграде, балетмейстер Д. Парлич
- 1973 — Театр оперы и балета «Эстония»

Балетмейстер — Энн Суве, художник-постановщик — Э. Рентер, дирижёр — В. Ярви; Анна — Т. Сооне, Вронский — С. Воробьёв, Каренин — Я. Гаранцис
- 1990 — Музыкальный театр Республики Карелия

В 1 акте, балетмейстер М. Мнацаканян, Анна — Н. Гальцина, Вронский — О. Щукарев, Каренин — А. Волхович, Серёжа — Д. Антонкова
- 20 апреля 2000 — Национальная опера «Эстония»

Новая постановка, автор либретто и балетмейстер — Юриюс Сморигинас, художник-постановщик — И. Новикс, художник по костюмам — Ю. Статкевичиус, узыкальный руководитель и дирижёр — Ю. Алпертен

### Постановка Алексея Ратманского
В 2004 году новую постановку балета «Анна Каренина» осуществил Алексей Ратманский.
4 апреля 2004 — Датский королевский балет
Художник-постановщик — Микаэль Мельбю, художник-видеографик — Уэндэл Харрингтон, художник по свету — Йорн Мелин, драматургическая концепция — Мартин Тюлиниус
Эта двухактная версия балета обрела популярность и была перенесена в несколько театров мира:
4 ноября 2005 — Литовский национальный театр оперы и балета
Действующие лица
- Анна — Эгле Шпокайте, (затем Мики Хаманака, Ольга Коношенко)
- Вронский — Нериус Юшка, (затем Антон Пястехин)
- Каренин — Витаутас Куджма, (затем Эдвардас Смалакис)

2007 — Финский национальный балет (август-сентябрь 2008)
19 ноября 2008 — Польская национальная опера (Варшава)
Дирижер-постановщик — Евгений Волынский, Анна — Марта Фидлер, Вронский — Максим Войтул, Каренин — Войцех Слезак
15 апреля 2010 — Мариинский театр
Музыкальный руководитель и дирижёр — Валерий Гергиев
Действующие лица
- Анна — Диана Вишнёва, (затем Ульяна Лопаткина, Екатерина Кондаурова).
- Вронский — Константин Зверев, (затем Юрий Смекалов, Андрей Ермаков).
- Каренин — Ислом Баймурадов, (затем Сергей Бережной, Владимир Пономарёв).[10]

## Экранизация
- Анна Каренина, фильм-балет, СССР,1974, режиссёр Маргарита Пилихина